# Penstemon subserratus
Penstemon subserratus är en grobladsväxtart som beskrevs av Francis Whittier Pennell. Penstemon subserratus ingår i släktet penstemoner, och familjen grobladsväxter. Inga underarter finns listade i Catalogue of Life.